# Горња Јајина
Горња Јајина је насељено место града Лесковца. Према попису из 2022. било је 442 становника.
Своје име је добила по дрвету јови којег су први становници звали јаја. У селу се налази основна школа Никола Скобаљић, истурено одељење школе у Великом Трњану. Становници се претежно баве пољопривредом а мањи број и сточарством. Село лежи на реци Ветерници. Западно од села се уздиже брдо, па се може рећи да Горња Јајина спада у котлинско-долинска села.

## Демографија
Према попису из 2002. било је 637 становника (према попису из 1991. било је 635 становника).
У насељу Горња Јајина живи 502 пунолетна становника, а просечна старост становништва износи 41,0 година (41,2 код мушкараца и 40,9 код жена). У насељу има 197 домаћинстава, а просечан број чланова по домаћинству је 3,23.
Ово насеље је великим делом насељено Србима (према попису из 2002. године).
|             | \| Демографија[1] \| Демографија[1] \| Демографија[1] \| \| Година \| Становника \| Становника \| \| -------------- \| -------------- \| -------------- \| \| 1948. \| 601 \| \| \| 1953. \| 603 \| \| \| 1961. \| 629 \| \| \| 1971. \| 617 \| \| \| 1981. \| 643 \| \| \| 1991. \| 635 \| 627 \| \| 2002. \| 637 \| 656 \| \| 2011. \| 528 \| \| \| 2022. \| 442 \| \| |            |
| Демографија | |            |
| Година      | Становника | Становника |
| 1948.       | 601 |            |
| 1953.       | 603 |            |
| 1961.       | 629 |            |
| 1971.       | 617 |            |
| 1981.       | 643 |            |
| 1991.       | 635 | 627        |
| 2002.       | 637 | 656        |
| 2011.       | 528 |            |
| 2022.       | 442 |            |

| Етнички састав према попису из 2002.‍ | Етнички састав према попису из 2002.‍ | Етнички састав према попису из 2002.‍ | Етнички састав према попису из 2002.‍ | Етнички састав према попису из 2002.‍ |
| ------------------------------------ | ------------------------------------ | ------------------------------------ | ------------------------------------ | ------------------------------------ |
|                                      |                                      |                                      |                                      |                                      |
| Срби                                 | Срби                                 |                                      | 616                                  | 96,70%                               |
| непознато                            | непознато                            |                                      | 20                                   | 3,13%                                |

| Година пописа     | 1948. | 1953. | 1961. | 1971. | 1981. | 1991. | 2002. |
| ----------------- | ----- | ----- | ----- | ----- | ----- | ----- | ----- |
| Број домаћинстава | 92    | 98    | 122   | 132   | 146   | 146   | 197   |

| Број чланова      | 1  | 2  | 3  | 4  | 5  | 6  | 7 | 8 | 9 | 10 и више | Просек |
| ----------------- | -- | -- | -- | -- | -- | -- | - | - | - | --------- | ------ |
| Број домаћинстава | 25 | 58 | 27 | 49 | 19 | 12 | 5 | 1 | 1 | 0         | 3,23   |

| Пол    | Укупно | Неожењен/Неудата | Ожењен/Удата | Удовац/Удовица | Разведен/Разведена | Непознато |
| ------ | ------ | ---------------- | ------------ | -------------- | ------------------ | --------- |
| Мушки  | 269    | 46               | 197          | 25             | 1                  | 0         |
| Женски | 252    | 29               | 191          | 28             | 4                  | 0         |
| УКУПНО | 521    | 75               | 388          | 53             | 5                  | 0         |

| Пол    | Укупно                    | Пољопривреда, лов и шумарство | Рибарство                            | Вађење руде и камена | Прерађивачка индустрија       |
| ------ | ------------------------- | ----------------------------- | ------------------------------------ | -------------------- | ----------------------------- |
| Мушки  | 123                       | 23                            | 0                                    | 0                    | 41                            |
| Женски | 47                        | 8                             | 0                                    | 0                    | 26                            |
| УКУПНО | 170                       | 31                            | 0                                    | 0                    | 67                            |
| Пол    | Производња и снабдевање   | Грађевинарство                | Трговина                             | Хотели и ресторани   | Саобраћај, складиштење и везе |
| Мушки  | 4                         | 9                             | 13                                   | 6                    | 5                             |
| Женски | 0                         | 0                             | 6                                    | 1                    | 0                             |
| УКУПНО | 4                         | 9                             | 19                                   | 7                    | 5                             |
| Пол    | Финансијско посредовање   | Некретнине                    | Државна управа и одбрана             | Образовање           | Здравствени и социјални рад   |
| Мушки  | 0                         | 2                             | 3                                    | 7                    | 1                             |
| Женски | 0                         | 0                             | 2                                    | 3                    | 1                             |
| УКУПНО | 0                         | 2                             | 5                                    | 10                   | 2                             |
| Пол    | Остале услужне активности | Приватна домаћинства          | Екстериторијалне организације и тела | Непознато            | Непознато                     |
| Мушки  | 6                         | 0                             | 0                                    | 3                    | 3                             |
| Женски | 0                         | 0                             | 0                                    | 0                    | 0                             |
| УКУПНО | 6                         | 0                             | 0                                    | 3                    | 3                             |

## Галерија
- Пут који води ка Доњој Јајини и Лесковцу
- Четворогодишња основна школа „Никола Скобаљић”